# Oguri-ryū
Oguri-ryū (小栗流,Tiểu lật lưu) là một môn phái võ thuật Nhật Bản do Oguri Masanobu sáng lập, bề ngoài lấy kiếm thuật (Kenjutsu) làm trọng, bên trong lấy Hòa thuật (Nhu thuật) làm trọng. Ngoài việc dạy kiếm, phái này còn dạy thuật đánh vật và lấy cực ý của Nhu thuật làm tâm điểm truyền dạy. Lúc mới sáng lập, ngoài việc dạy kiếm thuật và Hòa thuật thì môn phái còn dạy thuật rút kiếm nhanh (Battōjutsu, 抜刀術, Bạt đao thuật), thương thuật, thuật dụng Naginata, bơi lặn và cưỡi ngựa bắn cung. Nhưng đến cuối thời Edo thì phái này không truyền dạy môn gì khác ngoài kiếm thuật và Hòa thuật.
Oguri Masanobu vốn là một võ sĩ thuộc đẳng cấp Hatamoto của họ Tokugawa, thời trẻ theo Yagyū Sekishūsai học kiếm pháp của phái Shinkage-ryū, sau trong trận Ōsaka, dùng thuật đánh vật mà lấy được thủ cấp của tướng địch, lập được công lớn. Trong thời gian nhậm chức Bugyō ở Nagazaki, Masanobu cùng một bạn đồng môn họ Suruga nghiên cứu thêm thuật đánh vật để lập ra võ phái Oguri-ryū.
Một đệ tử của Masanobu là gia thần của chúa phiên Yamanouchi, phiên chủ phiên trấn Tosa nên võ phái Oguri-ryū rất được coi trọng. Mãi cho đến cuối thời Mạc Phủ Tokugawa thì phái Oguri-ryū vẫn là võ phái duy nhất dạy võ nghệ cho cả phiên trấn Tosa.